# Józef Lewandowski (samorządowiec)
Józef Lewandowski (ur. 9 marca 1958 w Osieku nad Notecią) – polski samorządowiec, nauczyciel i urzędnik, w latach 2002–2006 członek zarządu województwa wielkopolskiego II kadencji, zastępca burmistrza Wyrzyska (1996–2002) i Łobżenicy (od 2015).

## Życiorys
Absolwent Akademii Wychowania Fizycznego im. Eugeniusza Piaseckiego w Poznaniu, odbył także studia podyplomowe z zarządzania rozwojem lokalnym na Uniwersytecie Ekonomicznym w Poznaniu. Z zawodu nauczyciel wychowania fizycznego, pracował w tym zawodzie do 1990. Zaangażował się w działalność polityczną w ramach Polskiego Stronnictwa Ludowego, był m.in. członkiem Rady Naczelnej PSL (do 2012). W 1990 rozpoczął działalność w samorządzie terytorialnym, w tym roku po raz pierwszy wybrany do rady miejskiej w Wyrzysku. Zajmował stanowisko członka zarządu tej gminy, następnie od 1996 do 2002 był zastępcą jej burmistrza. W 2002 i 2006 wybierany do sejmiku wielkopolskiego. Kandydował również bez powodzenia do Sejmu w 2001, 2005 i 2011 oraz do Parlamentu Europejskiego w 2004.
19 listopada 2002 powołany na członka zarządu województwa wielkopolskiego, znalazł się także w kolejnym zarządzie powołanym 10 października 2005. Zajmował stanowisko do końca kadencji 11 grudnia 2006, później został wiceprzewodniczącym sejmiku. W 2007 pozbawiony mandatu radnego w związku z wyrokiem sądowym związanym z okresem pełnienia funkcji wiceburmistrza. W kolejnym roku objął stanowisko pełnomocnika ds. powołania, a od 2009 dyrektora Wielkopolskiej Agencji Zarządzania Energią, zajmującej się pozyskiwaniem energii ze źródeł alternatywnych (zajmował je do marca 2013). Był prezesem Stowarzyszenia Polska Grupa Agencji Energetycznych, a także członkiem rady nadzorczej spółek komunalnych. W 2014 został zastępcą szefa biura powiatowego Agencji Restrukturyzacji i Modernizacji Rolnictwa w Poznaniu. Kandydował bezskutecznie do rady powiatu pilskiego w 2014 i 2018. W 2015 objął stanowisko zastępcy burmistrza i sekretarza gminy w Łobżenicy.

## Wyroki skazujące
Od 2005 toczyło się przeciw niemu postępowanie w sprawie nieprawidłowości finansowych przy składaniu zamówienia publicznego na budowę hali sportowej w czasie, gdy był zastępcą burmistrza Wyrzyska. Sąd warunkowo umorzył postępowanie i nie wyznaczył kary, jednocześnie zakazując Józefowi Lewandowskiemu zajmowania funkcji publicznych, wskutek czego utracił mandat radnego. W 2012 został natomiast prawomocnie skazany na 6 miesięcy pozbawienia wolności w zawieszeniu na 2 lata za spowodowanie w 2008 wypadku drogowego, w którym obrażenia odniosła inna osoba.